# No Buddy Atoll

No Buddy Atoll est un cartoon de la série Private Snafu réalisé par Chuck Jones et sorti en 1945.